# 張靜初
张静初（1980年2月2日—），原名张静，於毕业后改名，中国大陸女演员，出生于福建永安，毕业于中央戏剧学院97级导演系。2005年，以電影《孔雀》走红，一度有「小章子怡」之称。2007年，與成龍合演《火拼時速3》受到國際注目。她成功透過「優秀人才入境計劃」，領取香港身分證取得香港居留權，並且持有香港特區護照。

## 生平
張靜初本名张静，福建省永安縣洪田人，父親為政府公務員，母親為小学教師。就读于永安县北门小学。1991年考上福州艺术师范学校（现在是福建幼儿师范高等专科学校）美术班，1995年师范学校毕业后，张静初在福建东南卫视工作了一段时间，其後决定前往北京发展，当起了“北漂”。来到北京后，被星探发现，接拍了一些广告。1997年，考取中央戏剧学院97级导演系大专班，並在北京第二外国语学院就讀以及前往紐西蘭學習英語。1999年中央戏剧学院毕业后，接拍了不少电视剧和广告，但一直默默无闻，于是才将名字改为张静初，希望能夠帶來好运。
2003年，張靜初向電影《孔雀》剧组自荐，終於被导演顾长卫选中，担纲剧中“姐姐”一角。六年的“北漂”生活终于迎来了成果。此片于2005年上映后，获得第55届柏林电影节评委会大奖银熊奖，张静初也因此成名。張靜初也以從前習得的流利英语接受国外媒体的采访，不需翻译。
之后，张静初的电影事业順利发展，以《花腰新娘》荣获第12届「北京大学生电影节」最佳女主角奖，其实力也逐渐被电影圈内人士认可。2007年，香港导演爾冬陞执导的電影《門徒》上映，张静初饰演女吸毒者的表演让观众眼前一亮，並首次獲提名香港电影金像奖最佳女主角。之后，又与成龙合作《火拼時速3》，在国际上进一步打开了知名度。
2008年，与德国著名导演佛罗瑞·加仑伯格合作，出演《拉貝日記》。2009年，以许鞍华電影《天水圍的夜與霧》，獲第29届香港电影金像奖最佳女主角提名。2010年7月，由導演馮小剛執導的大片《唐山大地震》上映，並以此片入圍第47屆金馬獎最佳女配角。
2014年主演电影《脱轨时代》，她还首次担任制片人。
2018年，主演港片《无双》，第三次获得香港电影金像奖最佳女主角提名。

## 影視作品

### 电影
| 上映年份 | 电影名                  | 角色                | 备注                                    |
| 2002     | 情义两重天              | 萌萌                |                                         |
| 2003     | 索密娅的选择            | 索密娅              |                                         |
| 2005     | 孔雀                    | 姐姐                |                                         |
| 2005     | 花腰新娘                | 李凤美              | 第12届「北京大学生电影节」最佳女主角奖  |
| 2005     | 七劍                    | 刘郁芳              | 入圍第25届香港電影金像奖最佳女配角      |
| 2005     | 七夜                    | 阿桂                |                                         |
| 2006     | 芳香之旅                | 春芬                |                                         |
| 2006     | 玉战士                  | 品玉                |                                         |
| 2007     | 門徒                    | 阿芬                | 入圍第27届香港電影金像奖最佳女主角      |
| 2007     | 火拼時速3               | 韓素陽              | 首部荷里活作品                          |
| 2008     | 証人                    | 检控官高敏          |                                         |
| 2009     | 红河                    | 智障少女阿桃        |                                         |
| 2009     | 拉貝日記                | 琅书                |                                         |
| 2009     | 天水圍的夜與霧          | 阿玲                | 入圍第29届香港電影金像奖最佳女主角      |
| 2009     | 窃听风云                | 任婉儿              |                                         |
| 2010     | A面B面                  | 柳悦                |                                         |
| 2010     | 唐伯虎点秋香2之四大才子 | 倩倩/秋香           |                                         |
| 2010     | 唐山大地震              | 方登/王登           | 入圍第47屆金馬獎最佳女配角              |
| 2010     | 全城戒备                | 老太(秀华)          | 入圍第30届香港電影金像奖最佳女配角      |
| 2011     | 守望者:罪恶迷途         | 红姐                |                                         |
| 2011     | 萬有引力                | 雪莲                |                                         |
| 2012     | 醉后一夜                | 桐欣                |                                         |
| 2013     | 天机：富春山居图        | 林雨嫣              |                                         |
| 2013     | 我的影子在奔跑          | 田桂芳              |                                         |
| 2013     | 危情黑吃黑              |                     | 片名:Something Good: The Mercury Factor |
| 2014     | 脱轨时代                | 许可                | 兼任"制片人"                            |
| 2015     | 不可能的任務：失控國度  | 蘿倫（Lauren）      |                                         |
| 2016     | 蜜月酒店杀人事件        | 佩儿                |                                         |
| 2016     | 快手槍手快槍手          | 李若云              | 第二屆成龍動作電影周最佳動作女演員      |
| 2016     | 沖天火                  | 高玉                |                                         |
| 2017     | 侠盗联盟                | Amber               |                                         |
| 2017     | 泡芙小姐                | 塔羅牌女孩          | 客串                                    |
| 2018     | 無雙                    | 阮文/秀清（整容後） | 入圍第38届香港電影金像奖最佳女主角      |
| 2019     | 冰峰暴                  | 小袋子              | 兼任“執行監製”                          |
| 2025     | 命中罪爱                |                     |                                         |
| 未上映   | 三体                    | 叶文洁              |                                         |
| 待上映   | 东北往事之二十年        |                     |                                         |

### 电视剧
| 首播年份 | 剧名                 | 角色       | 备注                                |
| 2000     | 三少爺的劍           | 朱芊芊     |                                     |
| 2001     | 你的生命如此多情     | 颜玉       |                                     |
| 2001     | 不回家的男人         | 陆童       |                                     |
| 2001     | 爱情宝典之风筝误     | 詹淑娟     |                                     |
| 2001     | 秦始皇               | 敏代       |                                     |
| 未播     | 蟋蟀大师             | 小翠       | 2002年拍攝                          |
| 2002     | 英雄                 | 叶敏       |                                     |
| 2005     | 紫玉金砂             | 潘灵玉     |                                     |
| 2006     | 南少林三十六房       | 李梦麟     |                                     |
| 2016     | 画江湖之不良人第一季 | 女帝       | 網絡劇                              |
| 2016     | 咱们相爱吧           | 林笑笑     |                                     |
| 2020年   | 在一起               | 文静       | 單元《摆渡人》                      |
| 2021年   | 假日暖洋洋           | 宋小可     |                                     |
| 2023年   | 漫长的季节           | 沈墨(中年) | 友情出演                            |
| 2023年   | 她的城               | 艾英       |                                     |
| 待播出   | 一场奋不顾身的爱情   | 梁缘       | 2014年2月开机,6月暫拍,2016年8月補拍 |

### 微电影/短片
- 2010年11月，《爱在微博蔓延时》饰 姜帆（“4+1”计划之《四夜奇谭》）[7]
- 2012年5月，《赌城月色》饰 WOW（“ELLE 5.20我爱你”女性系列短片）[8]

## 综艺节目
| 播放日期       | 播放平台 | 节目名称 | 备注 |
| -------------- | -------- | -------- | ---- |
| 2019年11月8日- | 优酷     | 演技派   | 导师 |

## 话剧作品
- 夕鹤 饰演 阿通
- 英雄 饰演 娩婷
- 陪我看電視 饰演 小芬

## 獎項紀錄

### 主要奖项
| 年分 | 授獎名稱                               | 獎項                 | 作品名稱                    | 角色        | 結果 |
| ---- | -------------------------------------- | -------------------- | --------------------------- | ----------- | ---- |
| 2005 | 第25届中国电影金鸡奖                   | 最佳女主角           | 《花腰新娘》                | 鳳美        | 提名 |
| 2005 | 第11届中国电影华表奖                   | 优秀新人女演员       | 《花腰新娘》                | 鳳美        | 獲獎 |
| 2005 | 第十二届北京大学生电影节               | 最佳女演员           | 《花腰新娘》                | 鳳美        | 獲獎 |
| 2005 | 第十四届上海影评人奖                   | 最佳女演员           | 《孔雀》                    | 姐姐        | 獲獎 |
| 2006 | 第六届华语电影传媒大奖                 | 最佳女主角           | 《孔雀》                    | 姐姐        | 獲獎 |
| 2006 | 第二十五届香港电影金像奖               | 最佳女配角           | 《七劍》                    | 劉郁芳      | 提名 |
| 2006 | 第11届香港电影金紫荆奖                 | 最佳女配角           | 《七劍》                    | 劉郁芳      | 提名 |
| 2006 | 第12届香港电影评论学会大奖             | 最佳女演員           | 《七劍》                    | 劉郁芳      | 提名 |
| 2006 | 第30届开罗國際电影节开金字塔金獎       | 最佳女演員           | 《芳香之旅》                | 春芬        | 獲獎 |
| 2008 | 第二十七届香港电影金像奖               | 最佳女主角           | 《門徒》                    | 阿芬        | 提名 |
| 2009 | 第十六届北京大学生电影节               | 最佳女演员           | 《红河》                    | 阿桃        | 提名 |
| 2009 | 第十六届北京大学生电影节               | 最受欢迎女演员       | 《红河》                    | 阿桃        | 獲獎 |
| 2010 | 第二十九届香港电影金像奖               | 最佳女主角           | 《天水圍的夜與霧》          | 阿玲        | 提名 |
| 2010 | 第十六屆香港電影評論學會大獎           | 最佳女演員           | 《天水圍的夜與霧》          | 阿玲        | 提名 |
| 2010 | 第四十七届金馬奖                       | 最佳女配角           | 《唐山大地震》              | 方登/王登   | 提名 |
| 2011 | 第28届中国电影金鸡奖                   | 最佳女配角           | 《唐山大地震》              | 方登/王登   | 提名 |
| 2011 | 第三十届香港电影金像奖                 | 最佳女配角           | 《全城戒備》                | 老太        | 提名 |
| 2011 | 第5屆華鼎獎                            | 华语喜剧电影最佳演员 | 《唐伯虎点秋香2之四大才子》 | 倩倩/秋香   | 提名 |
| 2012 | 第31届大眾電影百花奖                   | 最佳女配角           | 《唐山大地震》              | 方登/王登   | 提名 |
| 2013 | 第十六届上海國際電影節电影频道传媒大奖 | 最佳女主角           | 《我的影子在奔跑》          | 田桂芳      | 提名 |
| 2013 | 第29届中國電影金雞獎                   | 最佳女主角           | 《我的影子在奔跑》          | 田桂芳      | 提名 |
| 2014 | 2013年度中国电影导演协会年度表彰评选   | 年度女演員           | 《我的影子在奔跑》          | 田桂芳      | 提名 |
| 2014 | 第21届北京大学生电影节                 | 最佳女演員           | 《我的影子在奔跑》          | 田桂芳      | 提名 |
| 2019 | 第38屆香港電影金像獎                   | 最佳女主角           | 《無雙》                    | 阮文/吳秀清 | 提名 |
| 2020 | 第35届大眾電影百花奖                   | 最佳女主角           | 《無雙》                    | 阮文/吳秀清 | 提名 |

### 其他奖项
- 2005年

- 首位获得“亚洲英雄”称号的中国女演员

- 2006年

- 中华电视网2005年度电视剧十佳女演员

- 2007年

- 新浪网络盛典夺得年度电影演员奖《门徒》
- 真维斯大爱盛典年度女演员奖 《门徒》

- 2009年

- 第十三届“北京放映”首次开评颁奖 获优秀女演员桂冠《芳香之旅》
- 新浪网络盛典公益推动力人物

- 2016年

- 第二届成龙动作电影周最佳动作女演员 《快手枪手快枪手》